# Пиотровский, Борис Брониславович
Борис Брониславович Пиотровский (27 мая (8 июня) 1876, Красное Село, Санкт-Петербургская губерния, Российская империя — 10 октября 1929) — русский и советский педагог-математик, полковник (с 1909), инспектор классов Оренбургского Неплюевского кадетского корпуса (1915—1918), директор Первой Оренбургской мужской гимназии (1918—1919).

## Биография
Из дворян Гродненской губернии, православный. Сын генерала от инфантерии Бронислава-Адольфа Игнатьевича Пиотровского (1849 — не ранее 1914), начальника Оренбургской местной бригады (1906—1913).
Образование получил в Нижегородском графа Аракчеева кадетском корпусе. В службу вступил 31.08.1892. Окончил Михайловское артиллерийское училище. Подпоручик (ст. 07.08.1893). Подпоручик гвардии (ст. 12.08.1895). Поручик гвардии (ст. 12.08.1899). В 1901 году окончил Михайловскую артиллерийскую академию (по 1-му разряду). Штабс-Капитан гвардии (пр. 23.05.1901; ст. 23.05.1901; за отличные успехи в науках). Капитан (ст. 23.05.1901). Штатный преподаватель Николаевского кавалерийского училища (20.09.1903—20.02.1914). Подполковник (ст. 06.12.1904). Полковник (пр. 1909; ст. 06.12.1909; за отличие). Штатный преподаватель Николаевского кадетского корпуса (20.02.1914—24.08.1915). Инспектор классов Оренбургского Неплюевского кадетского корпуса (с 24.08.1915).
Пиотровский был членом организационного комитета 1-го Всероссийского съезда преподавателей математики, состоявшегося в Петербурге с 27 декабря 1911 года по 3 января 1912 года, где являлся заместителем председателя секции учебной литературы съезда и выступил на съезде с двумя докладами: «Курс теоретической арифметики в старших классах школы» и «Обзор современной литературы по алгебре». Также был участником 2-го Всероссийского съезда преподавателей математики, состоявшегося в Москве в 1913 году.
Уйдя в отставку, 1 мая 1918 года стал директором 1-й Оренбургской мужской гимназии. Участник Белого движения на востоке России. Признан годным к строевой службе, и в октябре 1918 года был направлен в распоряжение инспектора артиллерии Оренбургского ВО. После поражения белых армий остался в России. В 20-е годы преподавал математику во многих учебных заведениях Ленинграда, в том числе и в Государственном педагогическом институте им. Герцена.
В память о Пиотровском в Оренбурге была установлена мемориальная доска на здании 1-й Оренбургской мужской гимназии.

## Семья
Был женат на Софье Александровне Завадской (15.11.1883—?), дочери генерала от артиллерии Александра Игнатьевича Завадского (1838—1916). В браке родились:
- Александр (1904—1924)
- Юрий (1906—1996) — военный врач.
- Борис (1908—1990) — археолог, востоковед, директор Эрмитажа и академик АН СССР.
- Константин (1913—1993) — химик, кандидат химических наук.
- Евгения

## Награды
- Медаль «В память коронации Императора Николая II» (1896)
- Орден Св. Станислава 3-й степени (1906)
- Медаль «В память 200-летия Полтавской битвы» (1909)
- Орден Св. Анны 3-й степени (1912)
- Медаль «В память 300-летия царствования дома Романовых» (1913)
- Орден Св. Станислава 2-й степени (1914)
- Орден Св. Анны 2-й степени (1915)

## Работы
- «Курс теоретической арифметики в старших классах средней школы»
- «Изучение простейших функций и их графиков в курсе алгебры»
- «Тригонометрия»